# Tallero prussiano
Il Tallero prussiano (in tedesco Thaler o Taler, a volte anche Reichsthaler) fu la valuta della Prussia dal 1750 fino al 1857.

## Storia
Dal 1750 era distinto dall'unità di conto della Germania settentrionale, il Reichsthaler, poiché conteneva argento per 1/14 del marco di Colonia anziché 1/12, ed era una moneta coniata anziché di conto. Questo cambiamento era dovuto a Philipp Graumann ed il piede monetario di 14 talleri per marco era conosciuto come "Graumannscher Fuß" (piede di Graumann).
Fino al 1821 il tallero era suddiviso, nel Brandenburgo, in 24 Groschen, ognuno di 12 Pfennige. Nella Prussia propria era suddiviso in 3 Polish Gulden = FL = Zloty , ognuno di 30 Groschen (ogni Groschen = 18 Pfennige) o 90 Schilling. La monetazione della Prussia fu unificata nel 1821, ed il tallero fu suddiviso in 30 Silbergroschen, ognuno di 12 Pfennige.
Nel 1857, il tallero prussiano fu sostituito dal  Vereinsthaler, che era divenuto lo standard per gran parte della Germania.